# Arthuan Rebis

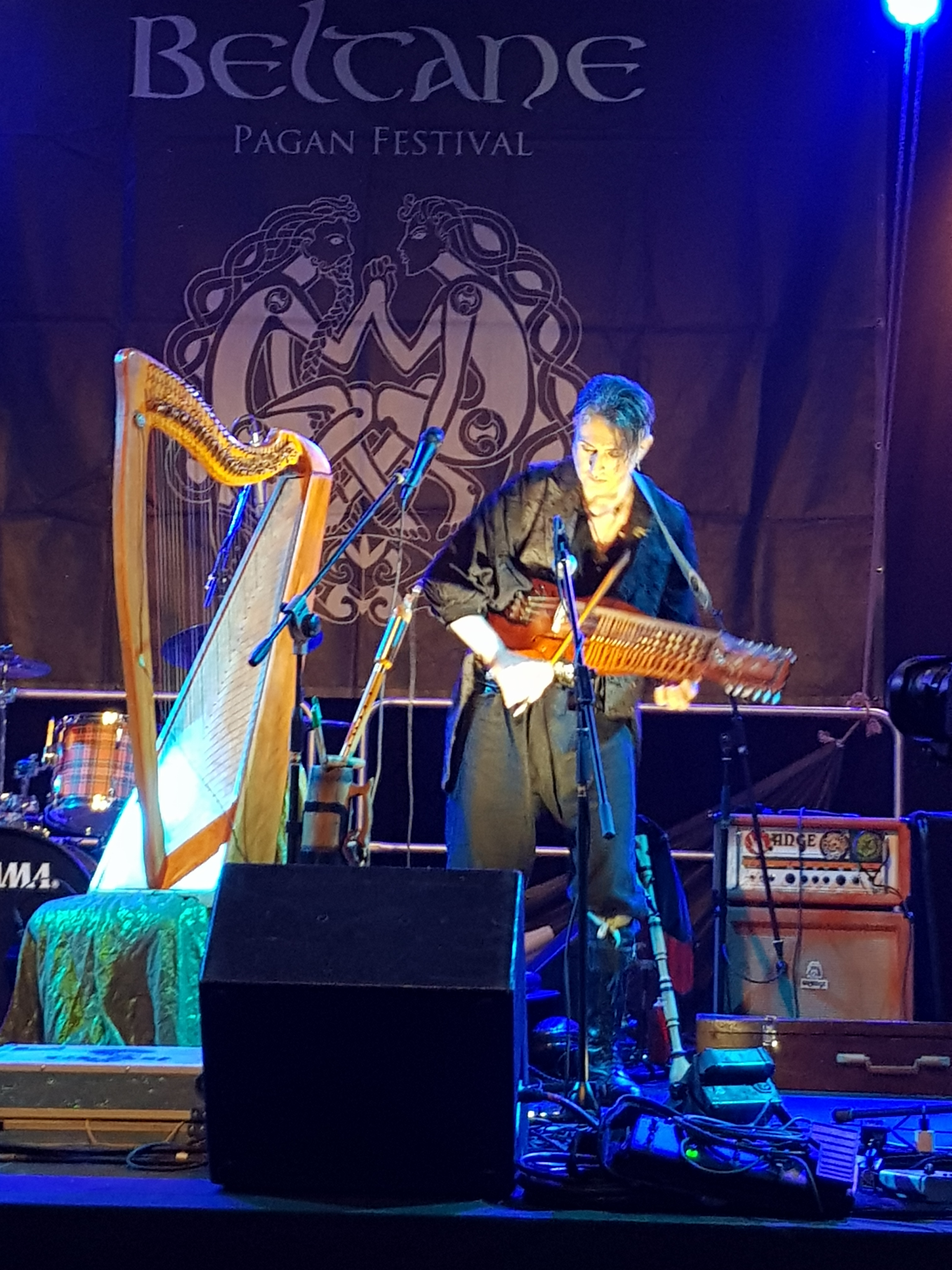
Arthuan Rebis mit Harfe und Nyckelharpa beim Beltane-Festival in Masserano/Italien am 14. Mai 2022

Arthuan Rebis (* 27. Mai 1985 in Pietrasanta, Provinz Lucca, Italien) ist der Künstlername des italienischen Musikers und Autors Alessandro Arturo Cucurnia. Arthuan Rebis ist Komponist und Multiinstrumentalist. Seine musikalischen Werke sind geprägt von Musikstilen, die sich vom nordischen und keltischen Folk über orientalische Traditionen und mittelalterliche Musik bis hin zu New Wave und Dark Folk erstrecken. Unter den Instrumenten, die er spielt, sind keltische Harfe, Nyckelharpa, Esraj, Hulusi, Bouzuki, Gitarre, Flöten, Dudelsack, Schlagzeug und Keyboards, aber auch seine eigene Stimme. In Soloauftritten und mit seiner Band „In Vino Veritas“ hatte er zahlreiche Auftritte in 15 Ländern, z. B. beim Horsens Middeladerfestival in Dänemark, beim Triskell Celtic Festival in Triest/Italien oder bei Lucca Comics & Games. 2023 erschien sein erster Roman „Helughèa“ beim Verlag Eterea Edizioni.

## Karriere
2003 gründete Arthuan Rebis noch unter seinem bürgerlichen Namen Alessandro Cucurnia zusammen mit Mario D’Andrea und wechselnden weiteren Mitgliedern die Gothic-Rock-Band „Crisantemo del Carrione“, die bis 2007 einige CDs im Selbstverlag herausbrachten. Seit 2007 arbeitet er in seinem eigenen Tonstudio, wo er Musik für sich selbst, aber auch für Theateraufführungen u. ä. produziert.
Seit 2009 arbeitet er mit dem Gräzisten Angelo Tonelli zusammen.
Seit 2011 ist er Autor, Sänger, Musiker und Produzent der Band In Vino Veritas, die Musik im Mittelalter- und Pagan-Folk spielt, und mit der er Auftritte auf zahlreichen (Mittelalter-)Festivals in ganz Europa hat. Seither hat er mit In Vino Veritas die CDs „Grimorium magi“ (2019), „Baccabundi“ (2014) und „Ludicantigas“ (2016) sowie die DVD „Bestiarum Live“ und die Single „Arawn“ (2021) produziert. 2012 veröffentlichte er mit seinem gemeinsam mit Nicola Caleo und Daniele Dubbini gegründeten Projekt Antiqua Luna die CD „Il Regno di Flora“.
2013 begann er eine Zusammenarbeit mit Claudio Rocchi, die allerdings durch den baldigen Tod des Liedermachers beendet wurde. 2018 gründete er mit Paolo Tofani, dem Gitarristen von Area an ein Duo. Ab diesem Jahr spielte er auch im Duo mit Vincenzo Zitello.
2013 erschien beim Verlag Agòra sein erstes Buch „Musica e Sapienza: Antiche tradizioni muicali e spiritualità“.
2016 erschien seine erste Solo-CD „Spells, Spirits and Spirals“ unter dem Künstlernamen „Arthuan Rebis“. 2017 gründete er gemeinsam mit Giada Colagrande das Projekt „The Magic Door“. 2018 erschien das gleichnamige Album, inspiriert von der Porta Alchemica in Rom, das auf Radio Rai und Rai Storie präsentiert wurde. Im Juli 2020 trat „The Magic Door“ erfolgreich beim Napoli Teatro Festival und beim Taormina Film Fest auf. In der Walpurgisnacht 2020 erschien Arthuan Rebis’ zweites Soloalbum, ein musikalisches Märchen mit dem Titel „La Primavera del Piccolo Popolo“, das er während des Coronalockdowns in seiner Wohnung aufgenommen hat. Am 26. Mai 2021 erschien sein drittes Soloalbum „Sacred Woods“, in dem es auch einige Gastauftritte befreundeter Musiker gibt: Vincenzo Zitello, Paolo Tofani, Mia Guldhammer, Nicola Caleo, Giada Colagrande Emanuele Ysmail Milletti, Gabriele Gasparotti, Glen Velez, Frederico Sanesi.
Im Mai 2023 erschien beim Verlag Eterea Edizioni sein erster Roman „Helughèa – Il racconto di una Stella Foglia“, der zusammen mit der CD „Canti di Helughèa“ quasi ein Doppelwerk bildet.

## Leben
Arthuan Rebis unternahm seine ersten musikalischen Versuche mit der Mandoline seines Urgroßvaters, später begann er, sich mit dem E-Piano zu beschäftigen. Als Teenager lernte er, klassische Gitarre zu spielen.
Wie er in einem Interview mit „Musica Celtica“ erzählte, kaufte er mit 14 eine Platte von Dead Can Dance, „Aion“, die er wie folgt beschreibt: „Eine Welt voller uralter Klänge und Lieder öffnete sich für mich.“ In einem Interview mit Mutamenti.ch berichtet er auch, wie diese Musik sofort in ihm widerhallte und die Faszination für das, was Alan Stivell „Celtitude“ nennt, erweckte, ein „Gefühl, das hauptsächlich eine nostalgische, melancholische Seite betrifft“.
Er studierte an der Fakultät für Literatur und Philosophie der Universität Pisa Musik. Parallel zu seinem Studium begann er, Bouzouki, Dudelsack, Esraj und Flöte zu lernen. Seine Musik speist sich aus einer weiten Bandbreite des musikalischen Spektrums, es gibt Einflüssen aus mittelalterlichem, traditionellem, barockem, Pagan-Folk, New Age, nordischer und keltischer Folklore sowie Einflüssen aus Indien, der Mongolei und China basiert. 2008 hörte er zum ersten Mal Vincenzo Zitello mit seiner Harfe auf einem Konzert. Er war sofort von dessen Spielweise und seinen Kompositionen begeistert und beschloss, auch dieses Instrument zu erlernen. Ähnlich erging es ihm auch, als er 2005 das erste Mal eine Nyckelharpa bei einem Konzert von Poeta Magica sah. Einige Jahre später kaufte sich dann auch Arthuan Rebis eine Nyckelharpa.
Heute zählen sowohl die Harfe als auch die Nyckelharpa zu seinen Hauptinstrumenten, wobei er die keltische Harfe als „das Instrument seines Herzens“ bezeichnet.
Arthuan Rebis‘ Alben sind laut seiner eigenen Aussage normalerweise „Konzeptalben voller symbolischer, mythologischer, folkloristischer, spiritueller und literarischer Bezüge“, in denen es „immer eine metamusikalische Dimension“ gibt. Bei seinem neuesten Album „Canti di Helughèa“ aus 2023 hat sich dieses Schema jedoch ins Gegenteil verkehrt, da hier die Musik eine metaliterarische Dimension darstellt, die in der Schrift seines Romans „Helughèa“ enthalten ist. Arthuan Rebis hat damit versucht, einen „Fantasy Folk“ zu schaffen, der die Atmosphäre des Romans hervorruft und seine Emotionen verstärken kann, indem er die Leser in die Welt eintauchen lässt.
Doch nicht nur Arthuan Rebis‘ Musik, sondern auch die Sprache, in der er seine Lieder singt, verstärken den Eindruck des „World Fantasy Folk“, da seine Lieder über alle Alben hinweg in den verschiedensten Sprachen gesungen werden, von Altgriechisch über Latein, Italienisch, Französisch und Englisch bis hin zu Dänisch, Finnisch, Altisländisch oder gar zu Kunstsprachen wie Tolkiens Sindarin oder der Sprache der Heludin aus seinem eigenen Roman „Helughea“.
Laut eigenen Aussagen versucht er ständig, in Bezug auf die Instrumente, die er spielt und seine Stimme, seine Technik und Ausdrucksstärke zu verbessern, denn „ein Künstler macht letztlich nur das, was er kann.“
Arthuan Rebis ist nicht nur ein Musiker, der seine Texte und Musik selbst schreibt, in der Regel kümmert er sich persönlich um alle Prozesse, die bei der Erstellung eines Albums notwendig sind, inklusive der Illustrationen und Grafiken seiner Alben. Er sagt von sich selbst, er sei zwar kein Illustrator, aber er habe gelernt, dies alles zu tun, da er genau wisse, was er von einem Cover erwarte und es ihm wichtig sein, dass seine inhaltliche Vision widergespiegelt werde. Das Cover seines Buches Helughèa und der dazugehörigen CD „Canti di Helughèa“ wurde von dem italienischen Illustrator und Grafiker Cristiano Marchesi gemalt.

### Spirituelle und schriftstellerische Entwicklung
Als Kind verbrachte Arthuan Rebis viel Zeit mit seinen Großeltern auf dem Land. Eines Tages fand er dort einen Koffer mit einer Enzyklopädie über Parapsychologie, Okkultismus und Mystik, dessen Inhalt er fasziniert durcharbeitete. Bald verankerten sich diese Bilder in seinem Geist und er begann, sich selbst Fragen zu stellen und nach Antworten zu suchen. Da in diesen Texten auch oft der Osten, Griechenland und das Mittelalter erwähnt wurden, fing er an, sich auch für die Vergangenheit zu interessieren.
Diese Suche führt er sehr gründlich durch. Er ist Gelehrter sowohl der Östlichen als auch der Westlichen spirituellen Traditionen, des Schamanismus sowie der Symbole und Mythen alter europäischer und außereuropäischer Kulturen, insbesondere des Tibetanischen Buddhismus. Seit Jahren übersetzt er die Lehren des Rinpoche Lodro Tulku.
Er arbeitet mit dem Gräzisten Angelo Tonelli zusammen und veröffentlichte 2013 sein erstes Buch „Musica e Sapienza – antiche tradizioni musicali e spiritualità“ beim Verlag Agorà & Co.
Später sollte beim selben Verlag ein weiteres Buch veröffentlicht werden, „Die Wege des Unsichtbaren“, eine Art „Atlas der Beziehung zwischen Mensch, Kreativität und der Welt des Unsichtbaren“, ein Werk, das um die 500 Seiten umfassen sollte, das dann aber von Arthuan Rebis wieder verworfen wurde, weil er nicht vollkommen davon überzeugt war. Die Idee, einen Roman zu schreiben, hatte er dagegen nie verfolgt.
In der Nacht zum 8. Januar 2020 hatte Arthuan Rebis dann aber seinen Erzählungen zufolge einen Traum, in dem er auf einer Wanderung einem seiner Vorfahren folgte, der irgendwie nicht er selbst war. Dann drehte dieser sich zu Arthuan um, sah ihm in die Augen und es erfolgte das, was Arthuan Rebis einen „Download“ nennt, in dem ihm die ganze Geschichte übermittelt wurde. Er wachte auf und schrieb die grobe Handlung von nachts um 3 Uhr bis morgens um 11 Uhr auf. In den folgenden 2 ½ Jahren verfeinerte er die Geschichte und machte die Handlung für den Leser leichter zugänglich. Das Buch „Helughèa – Il Racconto di una Stella Foglia“ wurde schließlich als erster Roman eines lebenden Autors von Eterea Edizioni veröffentlicht, die auf die Publikation von Werken berühmter Fantasy-Autoren wie J.R.R. Tolkien und C.S. Lewis spezialisiert sind.

### Name
Da Arthuan Rebis nach eigenen Aussagen die Idee eines Künstlernamens immer gefallen hat, weil er darin „eine versöhnliche Desorientierung des gewöhnlichen Selbst in der kreativen Phase“ sieht, hat er den Künstlernamen „Arthuan Rebis“ gewählt. Der Name „Arthuan“ bezieht sich dabei auf die Wintersonnenwende (Alban Arthuan) sowie auf die Figur des Artus, wovon sein zweiter Name stammt: Alessandro Arturo. „Rebis“ bezieht sich auf die alchemistische Androgyne, Rebis genannt, von deren Vollständigkeit Arthuan von jeher fasziniert war.

## Diskografie

### Solo
- Spells, Spirits and Spirals (2016), Album, Eigenproduktion (CD, digital)

Titel: 1. Nemeton Kerwan, 2. Aqua Apua, 3. Wenthuil, 4. Call of the Ancestors, 5. Keridwen and Taliesin, 6. La Blanche Biche, 7. Prince of Dyfed, 8. Eleusi, 9. John Dee, 10. Fiumi di Luna, 11. Brezza Bretone, 12. Music for Oroborus Fire Show, 13. Cosmic Body Harmonies
- La Primavera del Piccolo Popolo (2020), Album, Eigenproduktion (CD, digital)

Titel: 1. Aurore Invisibili, 2. La Primavera del Piccolo Popolo, 3. Venti di Impermanenza, 4. Danze di Alidoro, 5. Dal Crepuscolo in Volo, 6. Luna Velata, 7. Nuove Fioriture, 8. Un’altra Primavera, 9. Fate del Crepuscolo
- Sacred Woods (2021), Album, Black Widow Records (CD, LP, digital)

Titel: 1. Albero Sacro, 2. Driade, 3. Kernunnos, 4. Runar, 5. Elbereth, 6. Come Foglie Sospese, 7. Fairy Dance, 8. Danzatrice del Cielo, 9. Diana
- Canti di Helughèa (2023), Album, Black Widow Records (CD, LP, USB-Stick, digital)

Titel: 1. A Song beyond the Veil, 2. Il Canto di Fogyal, 3. Lo Stagno della Soglia, 4. Una Scala per il Cielo, 5. Heluanan, 6. Ritratto di Tìndril, 7. Samonios, 8. Carnac, 9. Katahelu
- Engalos/Yule (2023), Single, digital
- Ethereon (2024), Single, digital
- The Calling / Shades of Yggdrasil (2024), Single, digital

### Mit Crisantemo del Carrione
- Demo (2004), Eigenproduktion (MP3)

Titel: 1. Morte Lacrima, 2. Oryon, 3. Midnight in Venice, 4. Dissoluzione, 5. River, 6. Lettera al mio Assassino, 7. Nelle tue Vene, 8. The Voice Inside, 9. Venezia Memorie … 10. Il Dolore nello Specchio, 11. Sotterraneo, 12. Ricorda, 13. Deserto
- Fiore Di Passione (2007), Album, Eigenproduktion (CD)

Titel: 1. Intro, 2. Crisantemo del Carrione, 3. Chanso Chantal, 4. Le Portrait des Ombres, 5. Le Noir du Boulevard, 6. Marmi a Venezia, 7. Laguna …, 8. Atto di Dolore, 9. Essenza Fatale, 10. Il Ballo della Peste, 11. Voyage en Hiver, 13. Praying for Rain, 17. Crying

### Mit Antiqua Luna
- Il Regno di Flora (2012), Eigenproduktion (CD)

Titel: 1. L’Arte di Re, 2. Inno Orfico alla Notte, 3. Fiore d’Oro, 4. Heraclitos, 5. Il Regno di Flora, 6. Zagreus

### Mit In Vino Veritas
- Baccabundi (2014), Album, Eigenproduktion (CD, digital)

Titel: 1. Bache bene Venies, 2. Tempus est Jocundum, 3. Ecco la Primacvera, 4. Ai Vist Lo Lop, 5. Dracodanza, 6. Saltarello, 7. In Taberna, 8. Miri it is While Summer last, 9. Totentanz, 10. Tourdion, 11. Kalenda Maya
- Bestiarium Live (2015), Eigenproduktion (DVD)
- Ludicantigas (2016), Album, Eigenproduktion (CD, digital)

Titel: 1. Avrix Mi Galanica, 2. Una Danza di Lame, 3. Alta Via dei Folli, 4. Il Matto e lo Scettro, 5. Mandad’ei Comigo, 6. Equilibrio di Fiamme, 7. Branle d’Ecosse, 8. Il Lanciatore di Coltelli, 9. Danza dei Folli, 10. Carmina Scaldica, 11. Ai Vist Lo Lop, 12. Bache Bene Venies
- Grimorium magi (2019), Album, Eigenproduktion (CD, digital)

Titel: 1. Serpens Mundi, 2. Precatio Terrae, 3. Danza del Troll, 4. Benandanti, 5. Taranis, 6. Mabinonogi, 7. Mezunemusus, 8. Gargoyle, 9. Morgana, 10. Carmina Skaldica, 11. Il Matto e il suo Scettro
- Arawn (2021), Single (digital)

### Mit The Magic Door
- The Magic Door (2018), Album, The Morningside Records (CD, digital)

Titel: 1. Intro, 2. Saturnine Night, 3. Jupiter’s Dew, 4. Water of Mars, 5. Venus the Bride, 6. Ancient Portal, 7. Mercury Unveiled, 8. Sun in a Flame, 9. Vitriol, 10. Epilogue

### Mit weiteren Künstlern
- Paolo Tofani ft. Arthuan Rebis – La tempesta/Non è possibile (2022), Single (digital)
- Warg & Arthuan Rebis – Runes in the Snow (2023), Single (digital)

## Bücher
- Musica e Sapienza – Antiche tradizioni musicali e spiritualità. Agorà & Co, Sarzana 2013, ISBN 978-88-97461-25-8
- Helughèa – Il racconto di una Stella Foglia. Eterea Edizioni, Roma 2023, ISBN 978-88-32069-34-1

## Rezeption
Arthuan Rebis‘ Werke bzw. Werke, an denen er beteiligt war, wurden schon seit ihren Anfängen bei „Crisantemo del Carrione“ sowohl von den Themen als auch von der musikalischen Darstellung als sehr vielfältig und doch an einem roten Faden zusammenhängend, mit einer großen Offenheit gegenüber allen Musikstilen und -kulturen der Welt wahrgenommen. So wird die CD „Fiore di passione“ aus 2006 in der Rezension von di Hadrianus als „interessant“ mit einer „inhärenten komponierten Autarkie“ und mit in diesem Bereich „untypischen Instrumenten“, die sich allerdings „sehr gut für den Kontext des Werkes“ eignen, beschrieben. Der Sound sei „teilweise spärlich und auf das Wesentliche reduziert, ohne dass dies einen Makel darstellt, ganz im Gegenteil“, das Werk sei „in ihrer strengen Einfachheit in emotionale Traurigkeit gehüllt“ und rege „zum Nachdenken an“.
Eine breite öffentliche Aufmerksamkeit erhielt Arthuan Rebis allerdings erst 2019 mit „The Magic Door“. Das Projekt wurde sowohl von Kritikern als auch von der Öffentlichkeit begeistert aufgenommen und auch auf Rai 2 Storie vorgestellt.
Louis de Nys beschreibt in seiner Rezension des Albums „Sacred Woods“ aus 2021, dass „das musikalische Universum von Arthuan Rebis […] aus einer Vielzahl von Einflüssen aus dem Osten und dem Westen [bestehe]“, und dass „dieser musikalische Schmelztiegel […] unwahrscheinlich [erscheine] und doch […] aus dem einfachen Grund [funktioniere], dass Arthuan Rebis seine Kunst auf dem Niveau von Alan Stivell beherrscht.“ Es sei „eine Stärke des Albums, ständig Paradigmen zu wechseln und so den Hörer von einem Universum in ein anderes zu entführen, ohne jemals einen Bruch zu spüren. Im Gegenteil scheint es einen unsichtbaren Faden zu geben, der die neun Tracks miteinander verbindet. Das Unmerkliche tritt hier als wesentliches Element des Ganzen hervor.“
Arthuan Rebis sei „einer dieser seltenen alchemistischen Musiker, Schöpfer einzigartiger und kostbarer Werke, die wesentliche Verbindungen im universellen Musikgenom darstellen.“
Auch der Kritiker des „Giornalemetal“ ist voller Lob für das „kleine Juwel purer Musik“, „das sich jedes Lebewesen anhören sollte, um den Sinn für Menschlichkeit wiederzuentdecken“.
Die Kritiken auf Celtcast zum Album „La Primavera del Piccolo Popolo“ aus 2020 fallen ähnlich aus: „In diesem […] Album bringt Arthuan zwei Welten zusammen […] Die Kombination dieser zwei Welten ergibt wunderschöne Instrumentalballaden mit einer leicht traurigen und melancholischen Note, die einen einfach tief in sich gefangen nimmt“ und „er ist ein wundervoller Komponist.“
Auch die Kritiken von Celtcast zum Album „Grimorium Magi“ aus 2019, das Arthuan Rebis mit seiner Band In Vino Veritas aufgenommen hat, betonen die „musikalische Abenteuerfahrt“, die eine „einzigartige Balance zwischen alter und moderner Tanzmusik schafft“, die „Welten auf sehr geschickte Weise [vermischt]“.
Insgesamt wird Arthuan Rebis als „ein vielseitiger Multiinstrumentalist und Komponist mit einer komplexen künstlerischen Laufbahn“ wahrgenommen, der sich „in einem originellen Stil“ „gekonnt durch verschiedene klangliche Breiten und Längen bewege und dabei sein profundes Wissen über Weltmusik mit seiner Leidenschaft für die initiatorische und esoterische Tradition und die Welt der Fantasie verbinde.“
Sein Roman „Helughèa“ zusammen mit dem Album „Canti di Helughèa“ aus 2023 wird beschrieben als ein Werk, das „Fantasy-Erzählung und Weltmusik verbindet und eine einzigartige Reise schafft, in die man eintauchen und sich einfangen lassen kann.“ Das Werk mit dem innovativen Ansatz erhielt viel Aufmerksamkeit auf allen Kanälen. So gab es dazu mehrere Radiosendungen, u. a. auf Radio Elle Luigiana sowie auf Contatto Radio und auf Rai Radio 3, und auch Interviews auf Tv2000 sowie im italienischen Fernsehen Rai 4 „Wonderland“.